# Opération Avalanche (enquête policière)
L'Opération Avalanche est le nom d'une vaste enquête américaine contre la pédopornographie sur Internet ; Avalanche commence en 1999 avec l'arrestation de Thomas et Janice Reedy, qui gèrent un commerce de pornographie en ligne appelé Landslide Productions à Fort Worth (Texas).

## Landslide productions
Thomas Reedy est un développeur autodidacte et entrepreneur installé à Fort Worth, au Texas. Il apprend d'abord le métier d'infirmier mais, face aux perspectives financières disponibles par Internet, il ouvre un site de pornographie adulte qui lui procure un revenu confortable. Il ne tarde pas se positionner comme intermédiaire auprès de l'industrie pornographique d'adultes. En 1997, il fonde Landslide Productions, Inc., société qu'il dirige avec son épouse Janice, qui s'occupe de la comptabilité. Landslide devient rapidement une entreprise fructueuse, dont les ramifications s'étendent sur trois continents avec environ 300 000 abonnés dans 60 pays. Au bout de deux ans, la société rapporte deux millions et ses propriétaires peuvent vivre dans le luxe.
Landlside comportait des interfaces de paiement pour les webmestres adultes dans plusieurs pays. Ces interfaces étaient automatisées : les webmestres y souscrivaient en ligne et les clients pouvaient accéder aux sites avec un système de paiement ou de connexion. Les principales interfaces étaient l'Adult Verification System et Keyz, ce dernier étant rattaché à keyz.com, appartenant à Landslide. Ce système permettait d'empêcher la diffusion de contenus pornographiques auprès de mineurs.

## L'Opération Avalanche
En août 1999, les policiers américains ont constaté que, parmi les prestations de Landslide en tant qu'intermédiaire, se trouve la circulation de contenus pédopornographiques ; ils mènent une perquisition chez les Reedy. Dans le sillage de leurs relevés, les policiers commencent Avalanche et les opérations connexes pour identifier les personnes liées à ces trafics, avec la coopération du FBI qui transmet les données à plusieurs autres polices nationales. L'affaire Reedy conduit à la mobilisation de plusieurs organismes américains chargés de recouper les preuves pour arrêter les usagers des sites de Landslide qui passent par les produits de la société pour obtenir l'accès à des contenus pédopornographiques.
En décembre 2000, Thomas Reedy est déclaré coupable de faits relatifs à la circulation de contenus pédopornographiques.
L'opération est rendue publique début août 2001, quand Avalanche se conclut par 100 arrestations parmi 144 suspects. Dans le prolongement de cette enquête succèdent l'Opération Ore aux États-Unis, l'Opération Snowball au Canada, l'Opération Pecunia en Allemagne, l'Opération Amethyst en Irlande et l'Opération Genesis en Suisse.

### Documentation
- Sharon Girling, « The internet: a global market for child sexual abuse », dans Exploiting childhood: how fast food, material obsession and porn culture are creating new forms of child abuse, London, Jessica Kingsley Publishers, 2013, 130–144 p. (ISBN 9780857007421)